# Origin of Symmetry
Origin of Symmetry is het tweede studioalbum van de Britse rockband Muse. Het album werd op 17 juli 2001 uitgebracht.
Muse begon in 2000 met het schrijven en opnemen van de eerste nieuwe nummers, in samenwerking met producer David Bottrill. Later werd met John Leckie in verschillende Engelse studio's het album afgerond. De muziek, door zanger Matthew Bellamy omschreven als 'een heel stuk zwaarder' dan op het album Showbiz, kenmerkte zich door meer experimenten ten opzichte van de alternatieve rock van het debuutalbum. Daarnaast werden er voor de band nieuwe instrumenten gebruikt, zoals een pijporgel.

## Opnamen
Muse begon met het schrijven van nieuwe nummers tijdens de toer die in 2000 volgde naar aanleiding van het debuutalbum Showbiz. Delen hiervan werden ter plekke getest tijdens improvisaties in de live shows. Tijdens de concerten werden ook hele nummers gedebuteerd, waaronder "Razor Blades" (later "Screenager" genoemd), "Natural Disaster (later "Nature 1") en "Plug In Baby". De nummers "New Born", "Plug In Baby", "Bliss" and "Policing The Jackson Funk" (later "Darkshines") werden nog tijdens de toer opgenomen met hulp van producer David Bottrill. Dit gebeurde in de Ridge Farm Studio's in Surrey. De keuze voor Bottrill was niet uit onvrede met Showbiz-producer John Leckie; op dat moment was Leckie niet beschikbaar. Na afloop van de toer was Muse echter niet tevreden met de mixing en liet John Cornfield een nieuwe master maken. De nummers "New Born", "Plug In Baby" en "Bliss" vonden de bandleden wel een stap in de goede richting. De overige nummers konden dezelfde stijl behouden, terwijl er ruimte was voor het experiment.
Tegen het einde van het jaar ging Muse serieus aan het werk voor het nieuwe album en ditmaal met Leckie, omdat Bottrill naar de Verenigde Staten was vertrokken voor productiewerk met Tool. Het album werd hoofdzakelijk in twee studio's opgenomen: naast de Ridge Farm Studios in Surrey was dat in de Real World Studio in Wiltshire. Additionele opnamen gebeurden in de Astoria Studios in Richmond, de Sawmills Studio in Cornwall en de Abbey Road Studios in Londen. De orgel op "Megalomania" werd opgenomen in de St. Mary's Church in Bathwick. Bellamy over de wisseling van studio's: "We hadden geen plan opgezet en ook geen studio's of producers uitgekozen. Deze studio's waren gewoonweg beschikbaar toen we ze nodig hadden en dat werkte prima zo. We hebben geen tijd of geld verspild om erover na te denken en gestrest te raken; we gingen er meteen voor."
In december waren er 16 nummers geschreven. Eén daarvan heette "Tesseract" (later "Futurism"). Ook ging de band aan de slag met "Feeling Good", een musicalnummer van Leslie Bricusse en Anthony Newley en uitgevoerd door onder andere Nina Simone. Zanger Matthew Bellamy koos voor dit nummer vanwege de 'briljante teksten' en de toepasselijkheid op de overige nummers op het album. Ook speelde hij op dat moment met het idee om menselijke botten te gebruiken als percussie. Hij haalde de inspiratie uit een Tom Waits-concert, waarbij dierlijke botten gebruikt werden. Bellamy hoopte hiermee een 'krachtig en duister' geluid te creëren. John Leckie ondersteunde het idee voor experiment en adviseerde onder andere een balafoon en de teennagels van een lama te gebruiken. Deze vormen van percussie waren later allemaal te horen op "Screenager". Ook wilde Muse het 'live-gevoel' opnieuw creëren door in de posities te staan waar ze doorgaans bij een concert zouden staan en een PA-systeem te gebruiken.
Alle nummers werden gemixt in de Sawmills Studio's. Na afronding van het album volgde de mastering in de Sony Music Studio's in Londen. Begin april werd de titel bekendgemaakt: Origin of Symmetry.

## Stijl en teksten
De band experimenteerde met nieuwe of interessante instrumenten voor het album. Toch bleef drummer Dominic Howard zijn standaard rock drumstel gebruiken. Matthew Bellamy gebruikt in het nummer "Megalomania" een kerkorgel wat gedeeltelijk verwees naar het anti-christelijke thema in het nummer. De bas is in dit nummer niet een rode draad maar een toegevoegde extra. Ze gebruikten distortion en andere effecten om de aparte bassound te krijgen. Bellamy over het verschil met Showbiz: "We klinken momenteel meer als een trio. En in zijn geheel klinkt het een heel stuk zwaarder. Toen we de nummers van het debuutalbum live speelden, vertelden veel mensen ons dat ze rauwer en agressiever klonken. Dat vonden we een goed punt en hebben we proberen door te zetten."
Tekstueel gezien zingt Bellamy onder andere over evolutie, religie en het concept van man versus machine. Bellamy: "Sommige nummers zijn gericht op een bepaalde entiteit die het universum laat zijn - of dat God is of niet, weet ik niet - maar ik vraag me af, wat heeft het voor zin? Niet op een negatieve manier; ik denk dat ik achter mijn eigen punt gekomen ben. "Megalomania" wilde ik eerst "Go Forth And Multiply" noemen, omdat dat een instructie uit de Bijbel is. Is dat alles? (...) Waarom hebben we op dit moment geen sex dan? Ik weet het wel; omdat er meer in het leven is." Andere delen uit teksten, zoals in "Plug In Baby" omschrijft Bellamy als een verzameling van gevoelens: "Veel ontstaat uit emoties, en bepaalde willekeurige dingen die dan in je opkomen breng je bij elkaar. De ene zin kan over een ex-vriendin gaan en de volgende zin kan over een gebeurtenis uit je jeugd gaan. En dan weer iets over angst, hoop en de evolutie van de mens." Ten tijde van de opnamen voor Origin of Symmetry zat Bellamy ook met personele problemen, die hij omschreef als "problemen die iedereen heeft". Die emoties probeerde hij via teksten een uitweg te geven: "Woorden als persoonlijke uiting van emotie, los van hun werkelijke betekenis? Ja. En wat dat aangaat staan teksten bij mij dan ook op de tweede plaats, omdat woorden nooit hetzelfde betekenen. (...) [Het heeft] geen zin om mijn teksten vanaf een blaadje te analyseren. Je moet juist horen hoe ik ze zing. Aangezien dat wisselt per optreden kunnen ze zoveel dingen beteken. Ik schrijf altijd eerst de muziek, probeer dan te bepalen hoe ik daarbij zingen wil, welke emotie ik erin kwijt wil, en ga daarna pas op zoek naar woorden om de emotie in te vatten. Dit klinkt alsof al je teksten geen werkelijke verhaalwaarde hebben. Toch weet ik zeker dat er genoeg lijn in zit om er iets uit te halen, een boodschap, een gevoel."."
Voor het artwork van het album vroeg Muse aan 14 verschillende artiesten om een ontwerp te maken. Het enige criterium was dat het onderwerp de 'origin of symmetry' moest zijn. Het uiteindelijke ontwerp werd gecreëerd door William Eagar. Bellamy: "Ondanks dat alle 14 werken een totaal verschillende stijl hebben, zit er toch een vorm van continuïteit in de perceptie van hetzelfde thema." Volgens hem is dat weer een terugkoppeling naar de titel van het album; een bepaalde 'symmetrie'. De titel Origin of Symmetry was geïnspireerd door het boek Hyperspace van de Japanse natuurkundige Michio Kaku. Het onderwerp is hoe een toekomstig boek over supersymmetrie The Origin of Symmetry genoemd zou moeten worden, als referentie naar On the Origin of Species van Charles Darwin. Bellamy over de keuze: "Iedereen schrijft over het ontstaan van het leven, dus nu zullen ze beginnen met het zoeken naar de oorsprong van symmetrie. Er is een bepaalde hoeveelheid aan stabiliteit in het universum en om uit te zoeken waar het vandaan komt is eigenlijk uit zoeken of God bestaat."

## Uitgave
Op 5 maart verscheen de eerste single "Plug In Baby" en een maand later begon Muse aan de eerste reeks concerten. Een week voor de uitgave verscheen eerst de tweede single "New Born". De cd zelf kwam uit in op 17 juni 2001 in het Verenigd Koninkrijk op het label van Mushroom Records. Het album stond ook gepland om op 28 augustus via Maverick Records uitgegeven te worden in de Verenigde Staten. De platenmaatschappij had echter problemen met de muziek op het album, die niet 'radio-vriendelijk' zou zijn. Dat had mede te maken met de falsetto-zang van Bellamy. Muse weigerde de falsetto te verwijderen omdat het hun artistieke integriteit en de nummers zouden verwoesten. Daarop verbrak de band het contract met Maverick en zou Origin of Symmetry pas in september 2005 in de Verenigde Staten uitgebracht worden, nadat Absolution in het land een succes bleek.
In 2009 bracht Muse Origin of Symmetry als een 12-inch vinyl uit ter ere van het 10-jarig jubileum van Showbiz.

## Ontvangst
In 2006 werd Origin of Symmetry door de lezers van Q Magazine op nummer 74 geplaatst in de lijst '100 beste albums aller tijden'. Ook werd het album positief ontvangen door de media. Recensenten van NME en Allmusic benadrukten op Origin of Symmetry het bombastische dat Muse op het album had doorgevoerd. NME-recensent Roger Morton beoordeelde het album met 4 uit 5 sterren: "Welkom in de prachtige nachtmerrie van de meest verdraaide, intense barok-'n-rollband die het Verenigd Koninkrijk ooit heeft gehad. De met scheermessen-geladen Matthew Bellamy, die zich vastklampt aan zijn eigen opgeblazen muzikale kwaliteiten, elektroden vastgeschroefd in zijn hersenen, zingend als een brandende harpij en de orgel die bespeeld wordt met zijn tenen. Aangevuld met Chris Wolstenholme en Dominic Howard als Edvard Munch' achtergrond-band. Hier is het grenzeloze, expressionistische en opwindende album ontstaan die gevreesd werd door iedereen die hoopten dat de band gewoonweg Radiohead met een Freddie Mercury-complex was."
Allmusic gaf het album vier sterren: "Als je toch iemands ideeën gaat plunderen, doe het dan meteen goed. (...) Als je als Radiohead wil klinken terwijl zelfs Thom Yorke niet als Radiohead wil klinken, breng het dan meteen naar een uitzinnig, bombastisch en over-de-top niveau. Voeg kerkorgels, uitzinnige elektronica en riffs die tegen elkaar botsen als monolithische schreeuwen uit 2001: A Space Odyssey en je bent in de positie om schedels te kraken als kokosnoten en bloed uit speakers wereldwijd te laten sijpelen." Andy Thomas van Drowned in Sound gaf het album 9 uit 10 punten: "Beide singles zijn aanwezig: "New Born" met zijn ijspaleis-piano en "Plug In Baby" die zich dwars door je temporale kwab boort. Buiten deze nummers is het album in zijn geheel vrij complex: "Micro Cuts" heeft zo'n groots refrein, zulke klassieke vocalen en is zo "Bohemian Rhapsody" dat het eigenlijk een opera eromheen nodig heeft. "Citizen Erased" begint als Coal Chamber en biedt in combinatie met de karakteristieke Muse-zang net genoeg nu-metal voor één album. De overige nummers ontwikkelen zich door middel van alle soorten stijlen, zoals indie, klassiek en rock. Muse schaamt zich niet voor het geloven in melodie en voor het plaatsen van muzikale delen alsof het een klassiek stuk was, of de nummers langer dan vijf minuten laten duren als dat in dienst is van de muziek."
Studio Brussel riep Origin of Symmetry uit tot beste plaat van de jaren 2000.

## Tracklist
| 1.                 | New Born       | Matthew Bellamy                   | 6:01 |
| 2.                 | Bliss          | Bellamy                           | 4:12 |
| 3.                 | Space Dementia | Bellamy                           | 6:20 |
| 4.                 | Hyper Music    | Bellamy                           | 3:20 |
| 5.                 | Plug In Baby   | Bellamy                           | 3:40 |
| 6.                 | Citizen Erased | Bellamy                           | 7:19 |
| 7.                 | Micro Cuts     | Bellamy                           | 3:38 |
| 8.                 | Screenager     | Bellamy                           | 4:20 |
| 9.                 | Darkshines     | Bellamy                           | 4:47 |
| 10.                | Feeling Good   | Leslie Bricusse en Anthony Newley | 3:19 |
| 11.                | Megalomania    | Bellamy                           | 4:38 |
| Totale duur: 51:41 |                |                                   |      |

## Hitnoteringen

### NederlandseAlbum Top 100
| "Origin of Symmetry" in de Nederlandse Album Top 100 - Binnen: 23-06-2001 | "Origin of Symmetry" in de Nederlandse Album Top 100 - Binnen: 23-06-2001 | "Origin of Symmetry" in de Nederlandse Album Top 100 - Binnen: 23-06-2001 | "Origin of Symmetry" in de Nederlandse Album Top 100 - Binnen: 23-06-2001 | "Origin of Symmetry" in de Nederlandse Album Top 100 - Binnen: 23-06-2001 | "Origin of Symmetry" in de Nederlandse Album Top 100 - Binnen: 23-06-2001 | "Origin of Symmetry" in de Nederlandse Album Top 100 - Binnen: 23-06-2001 | "Origin of Symmetry" in de Nederlandse Album Top 100 - Binnen: 23-06-2001 | "Origin of Symmetry" in de Nederlandse Album Top 100 - Binnen: 23-06-2001 | "Origin of Symmetry" in de Nederlandse Album Top 100 - Binnen: 23-06-2001 | "Origin of Symmetry" in de Nederlandse Album Top 100 - Binnen: 23-06-2001 | "Origin of Symmetry" in de Nederlandse Album Top 100 - Binnen: 23-06-2001 | "Origin of Symmetry" in de Nederlandse Album Top 100 - Binnen: 23-06-2001 | "Origin of Symmetry" in de Nederlandse Album Top 100 - Binnen: 23-06-2001 | "Origin of Symmetry" in de Nederlandse Album Top 100 - Binnen: 23-06-2001 | "Origin of Symmetry" in de Nederlandse Album Top 100 - Binnen: 23-06-2001 | "Origin of Symmetry" in de Nederlandse Album Top 100 - Binnen: 23-06-2001 | "Origin of Symmetry" in de Nederlandse Album Top 100 - Binnen: 23-06-2001 | "Origin of Symmetry" in de Nederlandse Album Top 100 - Binnen: 23-06-2001 | "Origin of Symmetry" in de Nederlandse Album Top 100 - Binnen: 23-06-2001 | "Origin of Symmetry" in de Nederlandse Album Top 100 - Binnen: 23-06-2001 | "Origin of Symmetry" in de Nederlandse Album Top 100 - Binnen: 23-06-2001 | "Origin of Symmetry" in de Nederlandse Album Top 100 - Binnen: 23-06-2001 |
| Week                                                                      | 1                                                                         | 2                                                                         | 3                                                                         | 4                                                                         | 5                                                                         | 6                                                                         | 7                                                                         | 8                                                                         | 9                                                                         | 10                                                                        | 11                                                                        | 12                                                                        | 13                                                                        | 14                                                                        | 15                                                                        | 16                                                                        | 17                                                                        | 18                                                                        | 19                                                                        | 20                                                                        | 21                                                                        | 22                                                                        |
| ------------------------------------------------------------------------- | ------------------------------------------------------------------------- | ------------------------------------------------------------------------- | ------------------------------------------------------------------------- | ------------------------------------------------------------------------- | ------------------------------------------------------------------------- | ------------------------------------------------------------------------- | ------------------------------------------------------------------------- | ------------------------------------------------------------------------- | ------------------------------------------------------------------------- | ------------------------------------------------------------------------- | ------------------------------------------------------------------------- | ------------------------------------------------------------------------- | ------------------------------------------------------------------------- | ------------------------------------------------------------------------- | ------------------------------------------------------------------------- | ------------------------------------------------------------------------- | ------------------------------------------------------------------------- | ------------------------------------------------------------------------- | ------------------------------------------------------------------------- | ------------------------------------------------------------------------- | ------------------------------------------------------------------------- | ------------------------------------------------------------------------- |
| Nummer                                                                    | 47                                                                        | 24                                                                        | 19                                                                        | 29                                                                        | 37                                                                        | 46                                                                        | 51                                                                        | 52                                                                        | 52                                                                        | 56                                                                        | 51                                                                        | 22                                                                        | 21                                                                        | 33                                                                        | 49                                                                        | 38                                                                        | 27                                                                        | 26                                                                        | 24                                                                        | 21                                                                        | 29                                                                        | 47                                                                        |
| Week                                                                      | 23                                                                        | 24                                                                        | 25                                                                        | 26                                                                        | 27                                                                        | 28                                                                        | 29                                                                        | 30                                                                        | 31                                                                        | 32                                                                        | 33                                                                        | 34                                                                        | 35                                                                        | 36                                                                        | 37                                                                        | 38                                                                        | 39                                                                        | 40                                                                        | 41                                                                        | 42                                                                        | 43                                                                        |                                                                           |
| Nummer                                                                    | 55                                                                        | 64                                                                        | 80                                                                        | 80                                                                        | 80                                                                        | 93                                                                        | 82                                                                        | 72                                                                        | 74                                                                        | 74                                                                        | 88                                                                        | 53                                                                        | 48                                                                        | 70                                                                        | 89                                                                        | 85                                                                        | 90                                                                        | 91                                                                        | 100                                                                       | 62                                                                        | uit                                                                       |                                                                           |

## Medewerkers
Muse
- Matthew Bellamy – zang, gitaren, piano's, keyboards, piano van Wurlitzer op Feeling Good, pijporgel op Megalomania, strings, productie, mixen
- Christopher Wolstenholme - basgitaar, achtergrondzang, vibrafoon, productie, mixen
- Dominic Howard - drums, slaginstrumenten, productie, mixen

Gastmuzikanten
- Caroline Lavelle - cello
- Clare Finnimore - altviool
- Sara Herbert - viool
- Jacqueline Norrie - viool

Overige medewerkers
- David Bottrill – productie en geluidstechniek op New Born, Bliss, Plug In Baby en Darkshines
- John Leckie – productie en geluidstechniek op Space Dementia, Hyper Music, Citizen Erased, Micro Cuts, Screenager, Feeling Good en Megalomania
- Ric Peet – geluidstechniek op Space Dementia, Hyper Music, Citizen Erased, Micro Cuts, Screenager, Feeling Good en Megalomania
- Steve Cooper – extra geluidstechniek op New Born, Bliss, Plug In Baby en Darkshines
- Chris Brown – extra geluidstechniek op Space Dementia, Hyper Music, Citizen Erased, Micro Cuts, Screenager, Feeling Good en Megalomania
- Mark Thomas – extra geluidstechniek op Bliss, Hyper Music, Plug In Baby en Micro Cuts
- Claire Lewis – geluidstechniek-assistent op Space Dementia, Hyper Music, Citizen Erased, Micro Cuts, Screenager, Feeling Good en Megalomania
- Damon Iddins – geluidstechniek-assistent
- Mirek Styles – geluidstechniek-assistent
- John Cornfield – mixen
- Ray Staff – mastering
- William Eagar – artwork